# Gewone dekselhoren
De gewone dekselhoren (Tricolia pullus) is een in zee levende slakkensoort die behoort tot de familie Phasianellidae. De dieren leven op algen en zandbodems in grote aantallen bij elkaar.

## Kenmerken
De plompe, ovale, kegelvormige horen van de gewone dekselhoren wordt tot 8 à 9 millimeter hoog en 5 à 6 millimeter breed. De schelp vertoont vijf of zes bolle windingen die onder het midden het breedst zijn. De laatste winding beslaat ongeveer twee derde van de totale hoogte van de schelp. De top is afgerond. De mondopening is rond-ovaal. Er is geen duidelijke navel zichtbaar. Het schelpoppervlak is glad.

## Operculum
Het dikke, witte druppelvormig operculum is opvallend. Het bestaat uit kalk en heeft een paucispirale opbouw met een alleen aan de binnenzijde zichtbare en dicht tegen de rand gelegen nucleus, is zeer dik, aan de buitenzijde bol en aan de binnenzijde afgeplat.

## Kleur
De kleur is geel, bruin en roze met rode stippen. Het kleurpatroon is uiterst variabel maar steeds zeer bont gekleurd. Meestal zijn er rozerode tot paarszwarte zigzagvormige of gevlamde strepen, vlekken of stippen.

## Habitat
De gewone dekselhoren leeft van het gemiddeld laag water springtij getijdenzone tot in het ondiep sublitoraal (ca. 35 m), langs niet te sterk geëxposeerde rotskusten. Ze komen voor op kleine roodwieren zoals Lomentaria, Laurencia, Mastocarpus en Chondrus, vaak in grote aantallen.

## Voorkomen
Deze soort komt voor in de Middellandse Zee, de Atlantische Oceaan, de westelijke kant van het Kanaal en de Noordzee (Groot-Brittannië en Ierland).
In Nederland spoelen af en toe recente exemplaren aan op drijvende voorwerpen zoals Riemwier (Himanthalia spec.). Fossiele, verkleurde exemplaren zijn bekend uit Zeeland (Domburg, Cadzand)

## Naamgeving
- Tricolia komt van tricolor = driekleurig, omdat de horen zeer bont gekleurd is
- Pullus = kuiken, jong dier
- Dekselhoren: vanwege het opvallende operculum

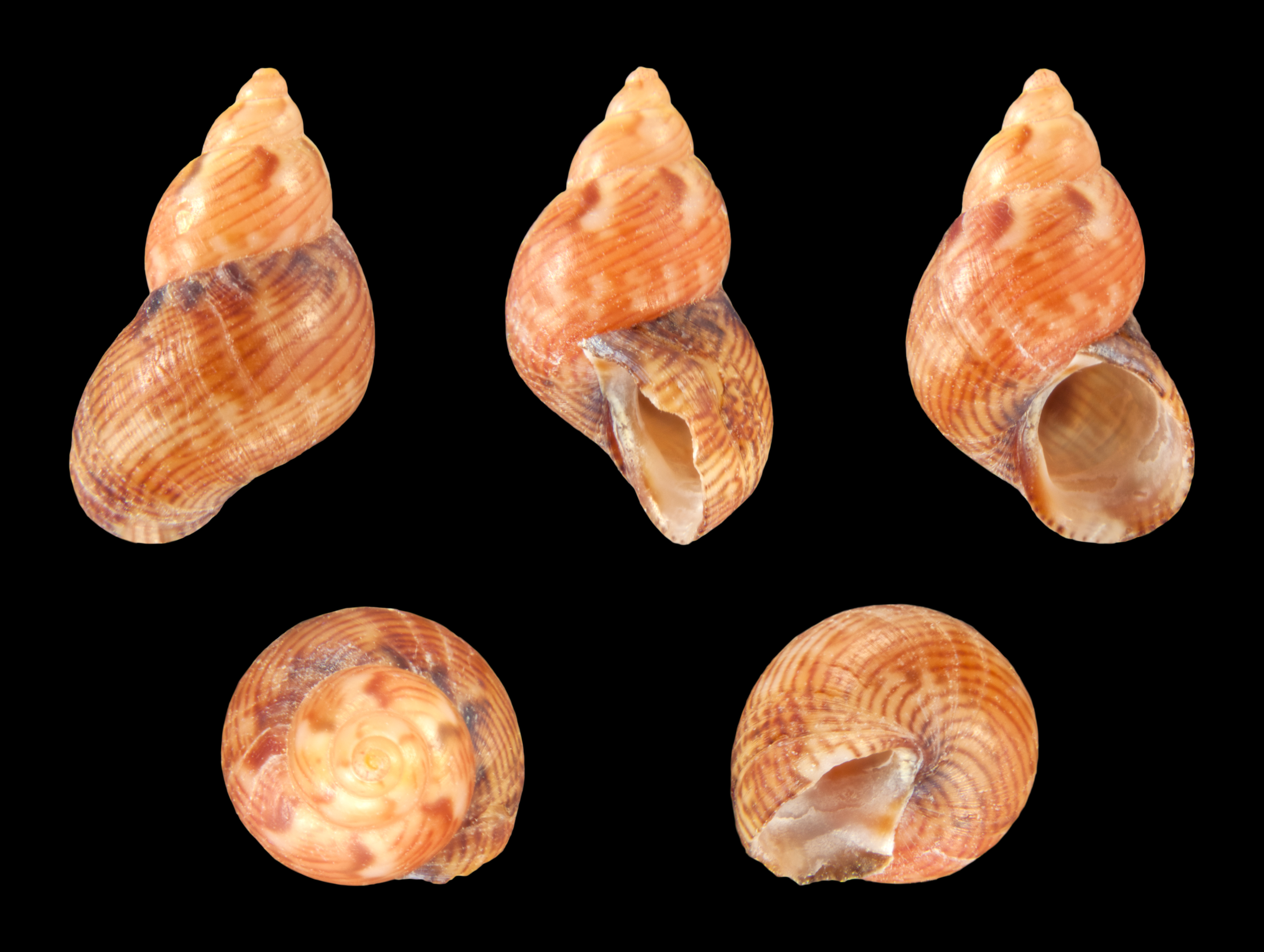
Tricolia pullus canarica
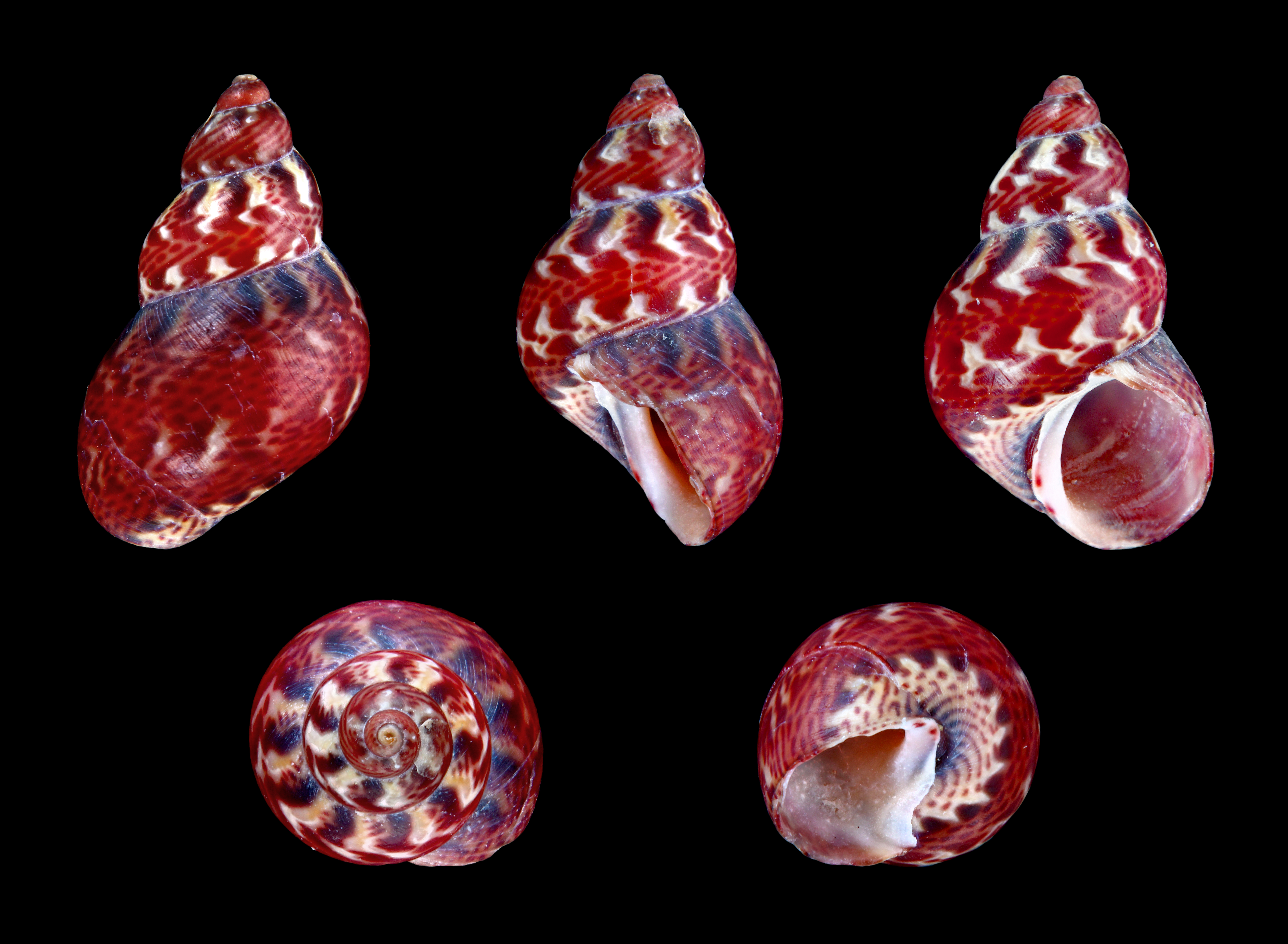
Tricolia pullus picta

## Andere Tricoliidae
- Tricolia speciosa (von Mühlfeld, 1824), groter en slanker dan T. pullus